# Campeonato de Wimbledon 1931
La edición 51.º del Campeonato de Wimbledon se celebró entre el 22 de junio y el 3 de julio de 1931 en las pistas del All England Lawn Tennis and Croquet Club de Wimbledon, Londres, Inglaterra.
El cuadro individual masculino lo iniciaron 128 jugadores mientras que el femenino lo iniciaron 96 tenistas.

## Hechos destacados
En la competición individual masculina se impuso el americano Sidney Wood logrando el único título que obtendría en el torneo al imponerse en la final al americano Frank Shields.
En la competición individual femenina la victoria fue para la alemana Cilly Aussem logrando el único título que obtendría en Wimbledon al imponerse a la alemana Hilde Krahwinkel Sperling.

## Palmarés
| Seniors              | Vencedor                            | Resultado                 | Finalista                    | Finalista |
| -------------------- | ----------------------------------- | ------------------------- | ---------------------------- | --------- |
| Individual masculino | Sidney Wood                         | w/o                       | Frank Shields                |           |
| Individual femenino  | Cilly Aussem                        | 6–2, 7–5                  | Hilde Krahwinkel Sperling    |           |
| Dobles masculino     | George Lott John Van Ryn            | 6–2, 10–8, 9–11, 3–6, 6–3 | Henri Cochet Jacques Brugnon |           |
| Dobles femenino      | Phyllis Mudford King Dorothy Barron | 3–6, 6–3, 6–4             | Doris Metaxa Josane Sigart   |           |
| Dobles mixto         | Anna Harper George Lott             | 6–3, 1–6, 6–1             | Joan Ridley Ian Collins      |           |

## Cuadros Finales

### Torneo individual  femenino
| Predecesor: 1930                         | Campeonato de Wimbledon 1931 | Sucesor: 1932                                       |
| Predecesor: Torneo de Roland Garros 1931 | Grand Slam 1931              | Sucesor: Campeonato nacional de Estados Unidos 1931 |

- Datos: Q404700